# Gabriel Delmotte
Gabriel Delmotte (5. února 1874 nebo 1876 Masnières, Francie – 30. srpna 1950 nebo 1955 Masnières) byl francouzský astronom a selenograf.
Je autorem díla Recherches sélénographiques et nouvelle théorie des cirques lunaires, které bylo vydáno v roce 1923 v Paříži. Na Měsíci je podle něj pojmenován kráter Delmotte ležící na přivrácené polokouli.